# 松浦淑恵
松浦 淑惠（まつうら よしえ、1932年4月27日  - ）は、日本の元アナウンサー、元声優。

## 来歴・人物
東京生まれ、天津育ち。引き揚げて岡山へ。夫は元テレビ朝日音声科勤務職員。義父は鈴木隆夫。
岡山大学在学中、NHK岡山放送劇団に2期生として入団。
民放3局（山陽放送、TBSテレビ、テレビ朝日）の開局時にアナウンサーとして参加。
1956年5月、TBSに嘱託採用され編成局嘱託アナウンサーとして、榎本和恵、町田教子らと共に勤務。同年、10月に退社。1957年4月、ラジオ東京放送劇団に入団。
フリー以後は声優として活動
現在、朗読講師。

## 出演
- 愛情物語 第4話「星の降る夜」（1957年、KRテレビ）[4]